# مسجد المثبت
مسجد المثبت مسجد يقع داخل أسوار البلدة القديمة لمدينة القدس، على طريق القرمي بجوار مدرسة دار الأيتام الإسلامية. تمت تسميته نسبةً إلى أحمد سيف الدين المثبت. تبلغ مساحته 16 متر مربع، وقد تم ترميم المسجد حديثا بعد أن قامت حكومة الانتداب البريطاني على فلسطين بإغلاقه وملئه بالأنقاض حيث اُستخدم كمستودع للأسلحة من قبل الثوار الفلسطينيين.